# Смирных
Смирных (до 1946 — Кетон; яп. 気屯) — посёлок городского типа, административный центр Смирныховского городского округа Сахалинской области России, в 363 километрах от Южно-Сахалинска. Расположен в долине реки Поронай. Железнодорожная станция, развита лесная промышленность.
Население — 8293 человек (2023).

## История
Во времена японского правления на Южном Сахалине (1905—1945) посёлок назывался Кэтон (яп. 気屯). Во время Великой Отечественной войны на территории Смирныховского района шли ожесточенные бои за освобождение острова в ходе которых, в том числе, погибли командир батальона капитан Леонид Смирных (1913—1945) и сержант Антон Буюклы, в честь которых были названы три посёлка: Смирных, Леонидово и Буюклы.
Статус посёлка городского типа Смирных получил в 1966 году. В черте посёлка были расположены база ВВС Смирных, с которой взлетали самолёты во время происшествия с корейским Боингом, а также колония строгого режима (ЮО-171/2) и колония-поселение.

## Культура
В поселке расположен Музей Южно-Сахалинской наступательной операции.

## Население
| 1925  | 1935  | 1959  | 1970  | 1979  | 1989  |
| ----- | ----- | ----- | ----- | ----- | ----- |
| 19    | ↗2835 | ↗5758 | ↗5964 | ↗7344 | ↗9693 |
| 2002  | 2009  | 2010  | 2011  | 2012  | 2013  |
| ↘7561 | ↘7227 | ↗7399 | ↘7389 | ↘7285 | ↘7240 |
| 2014  | 2015  | 2016  | 2017  | 2018  | 2019  |
| ↘7214 | ↗7247 | ↗7292 | ↗7624 | ↗7814 | ↗7818 |
| 2020  | 2021  | 2023  |       |       |       |
| ↗7851 | ↗8050 | ↗8293 |       |       |       |

## Люди, связанные с посёлком
В школе посёлка учились двое писателей: Юрий Кобрин и Пётр Кошель.
В посёлке родился Шамиль Мухтаров — главный инженер Морской авиации Военно-морского флота России (2000—2008), главный конструктор Авиационного комплекса имени С. В. Ильюшина (2008—2022).

## Галерея

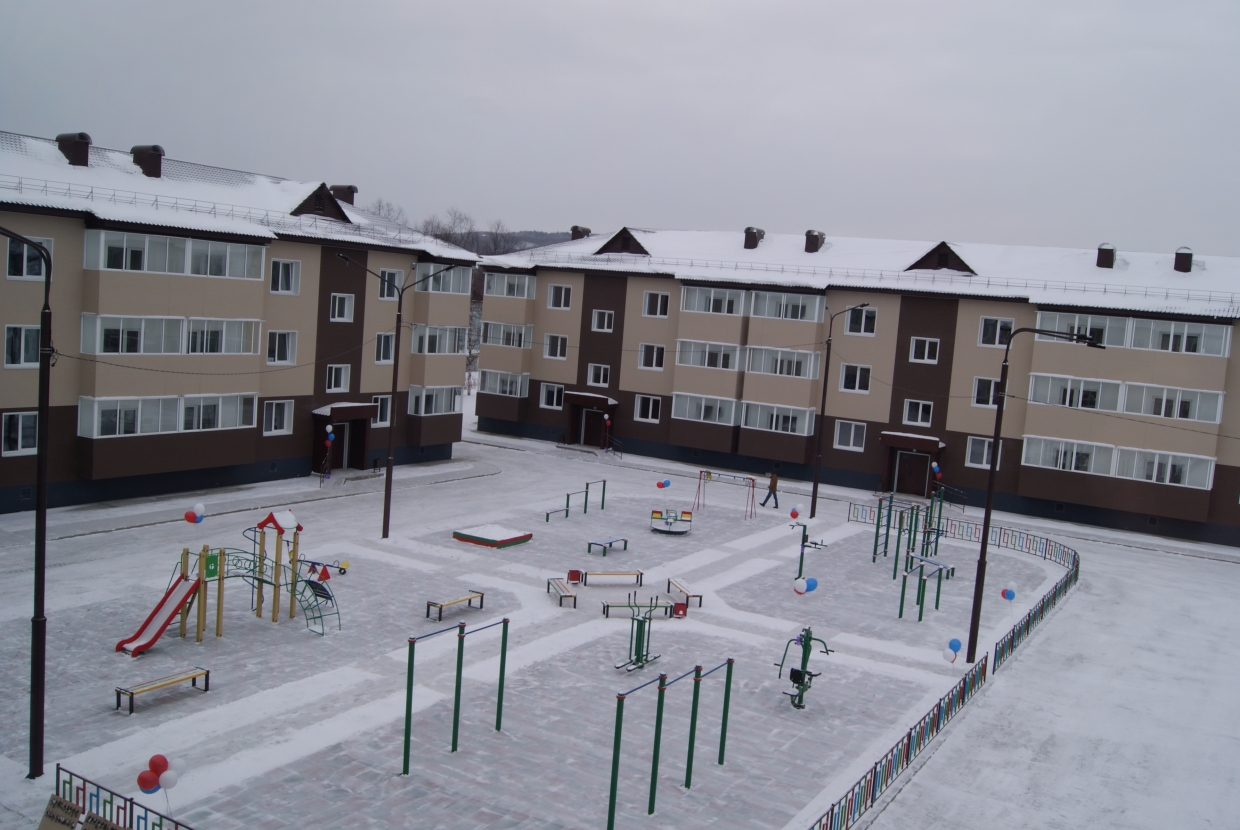
Жилой район поселка (2017 год)
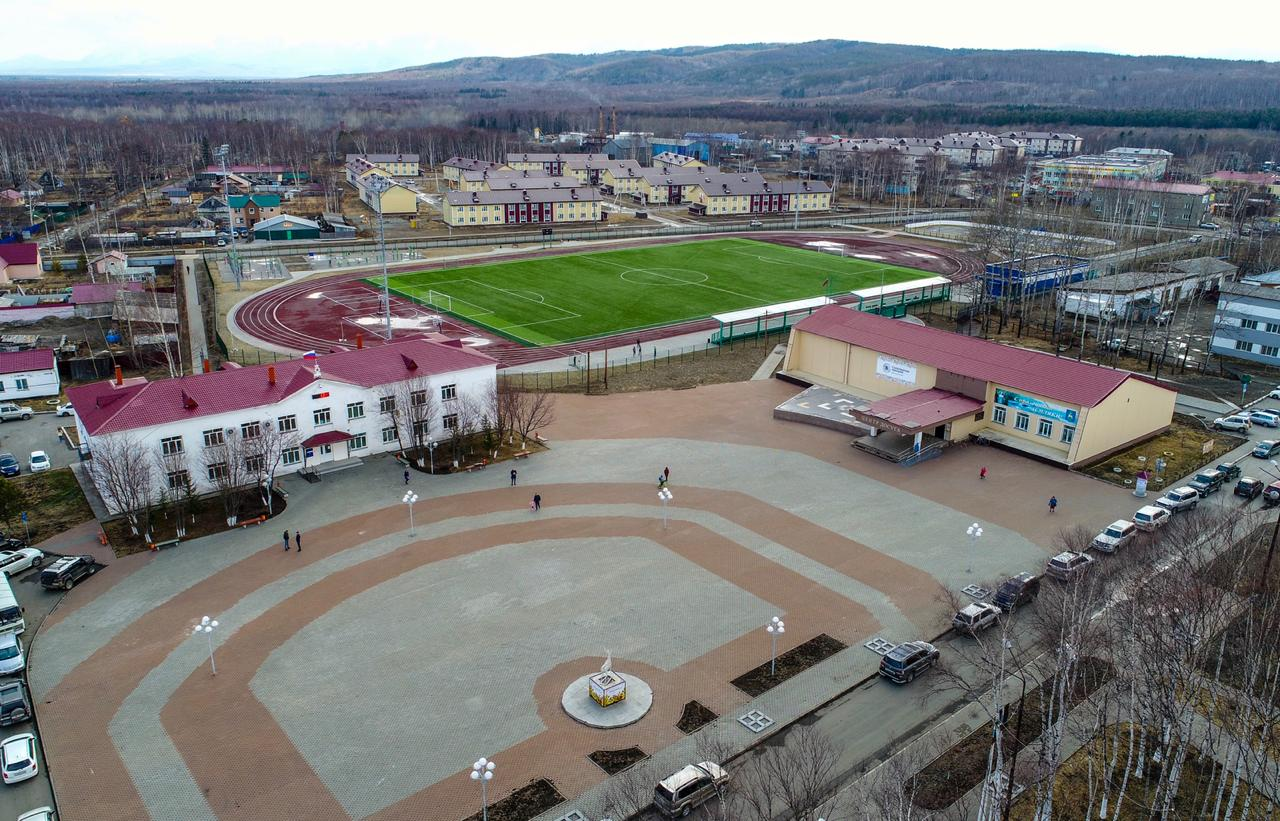
Главная площадь поселка (2019 год)
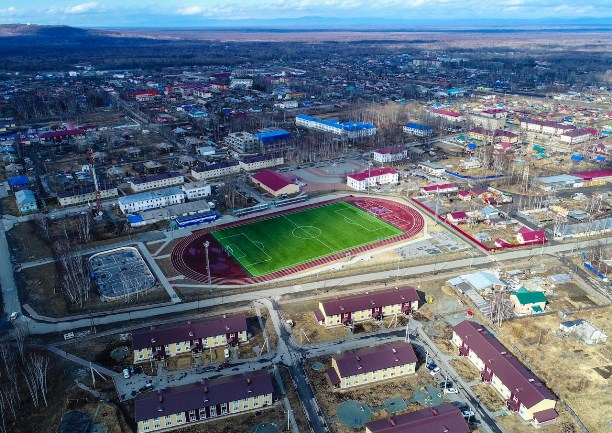
Центральная часть поселка (2019 год)
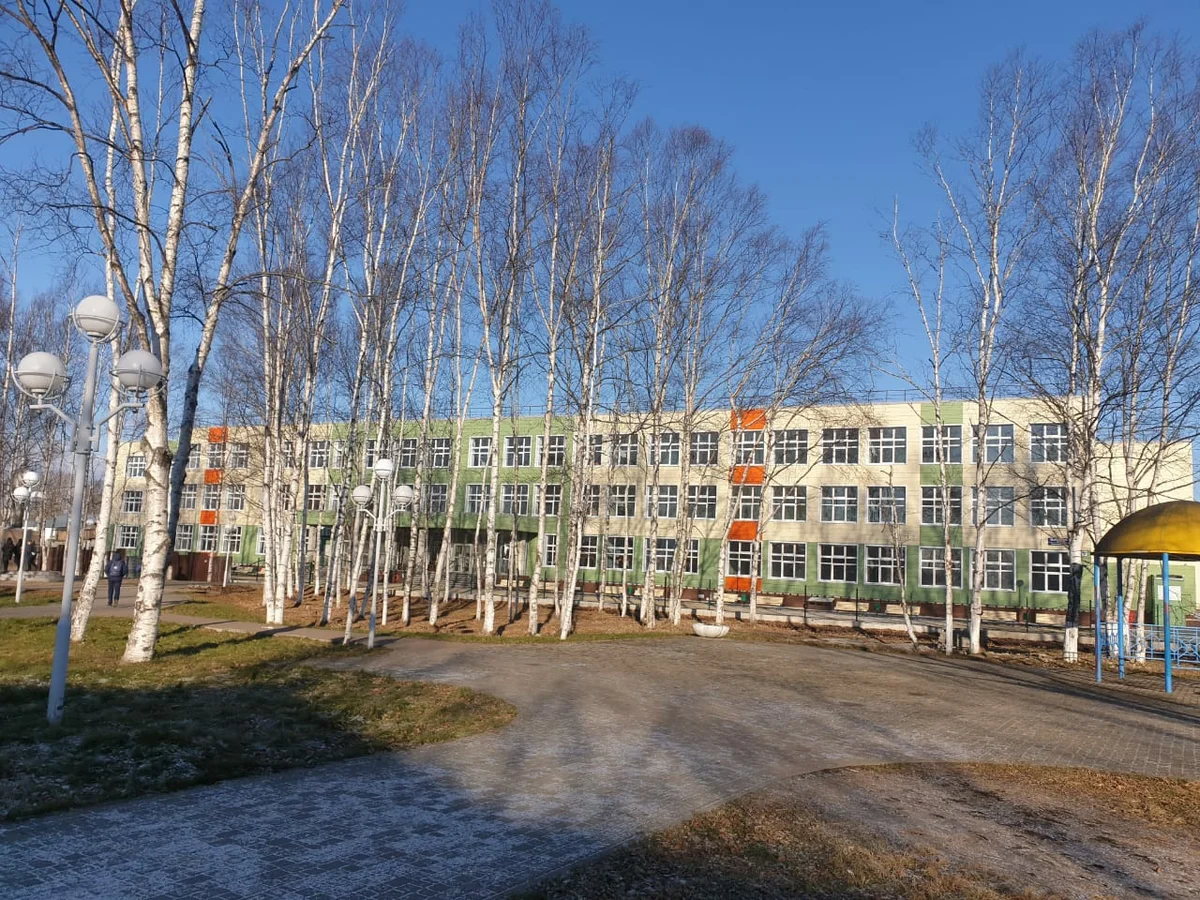
Школа (2020 год)
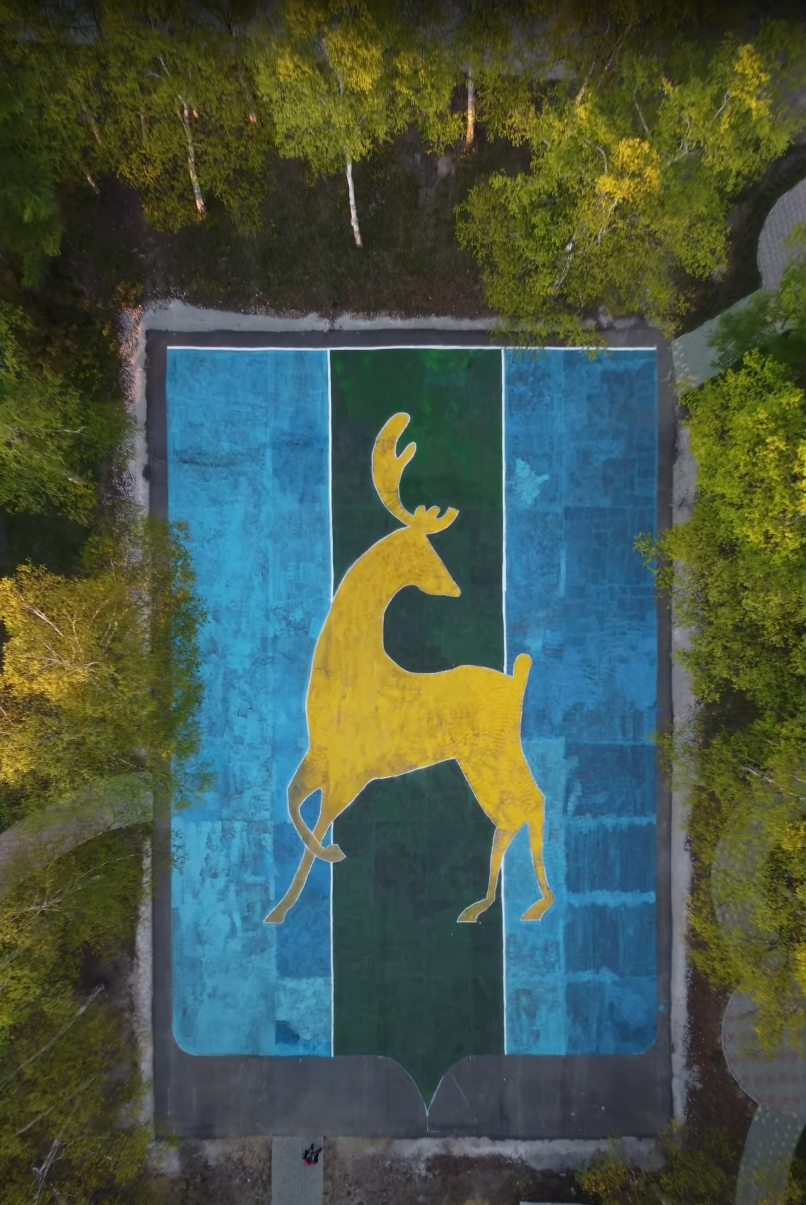
Парк в поселке Смирных (2021 год)
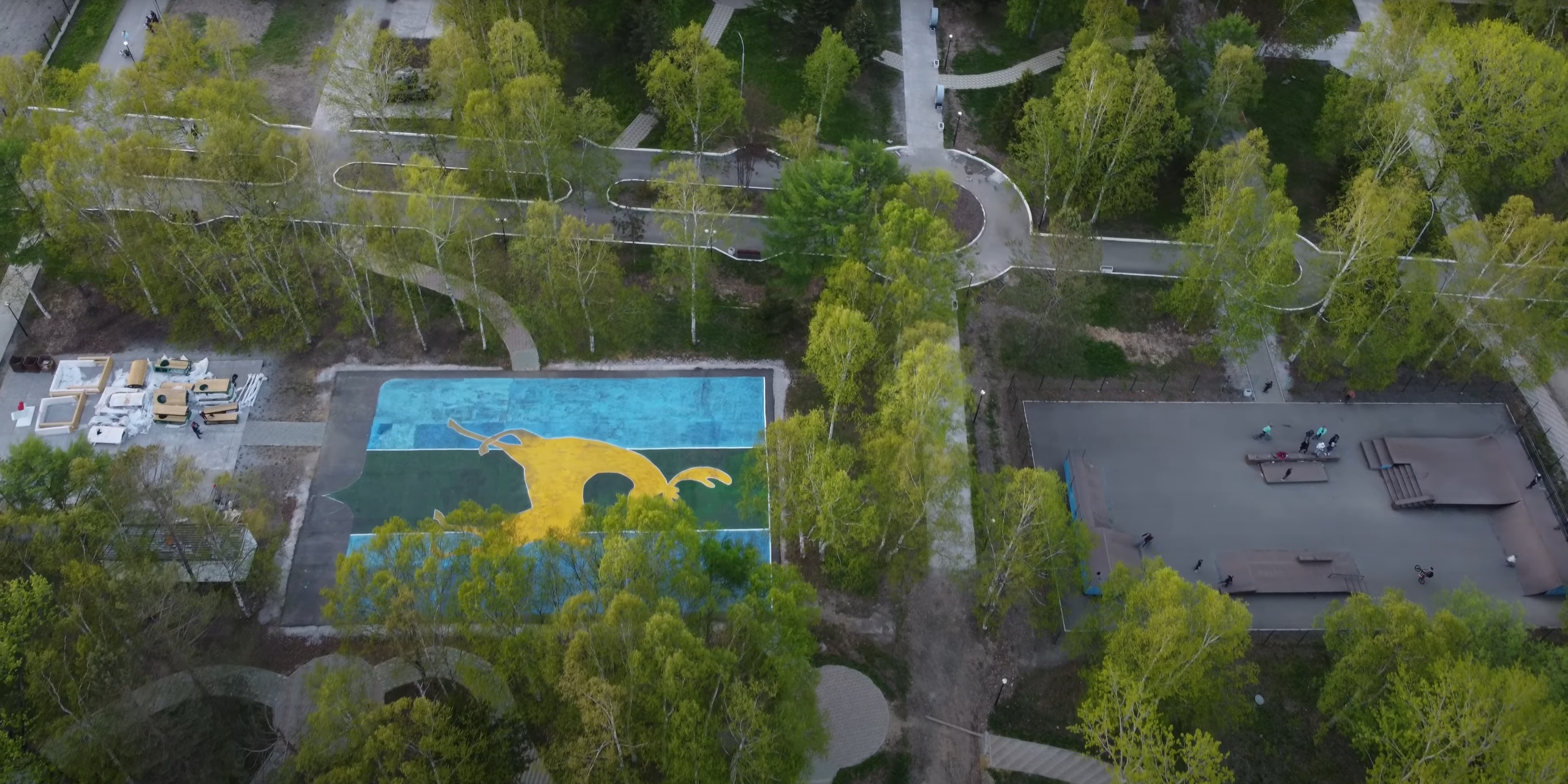
Парк в поселке Смирных (2021 год)
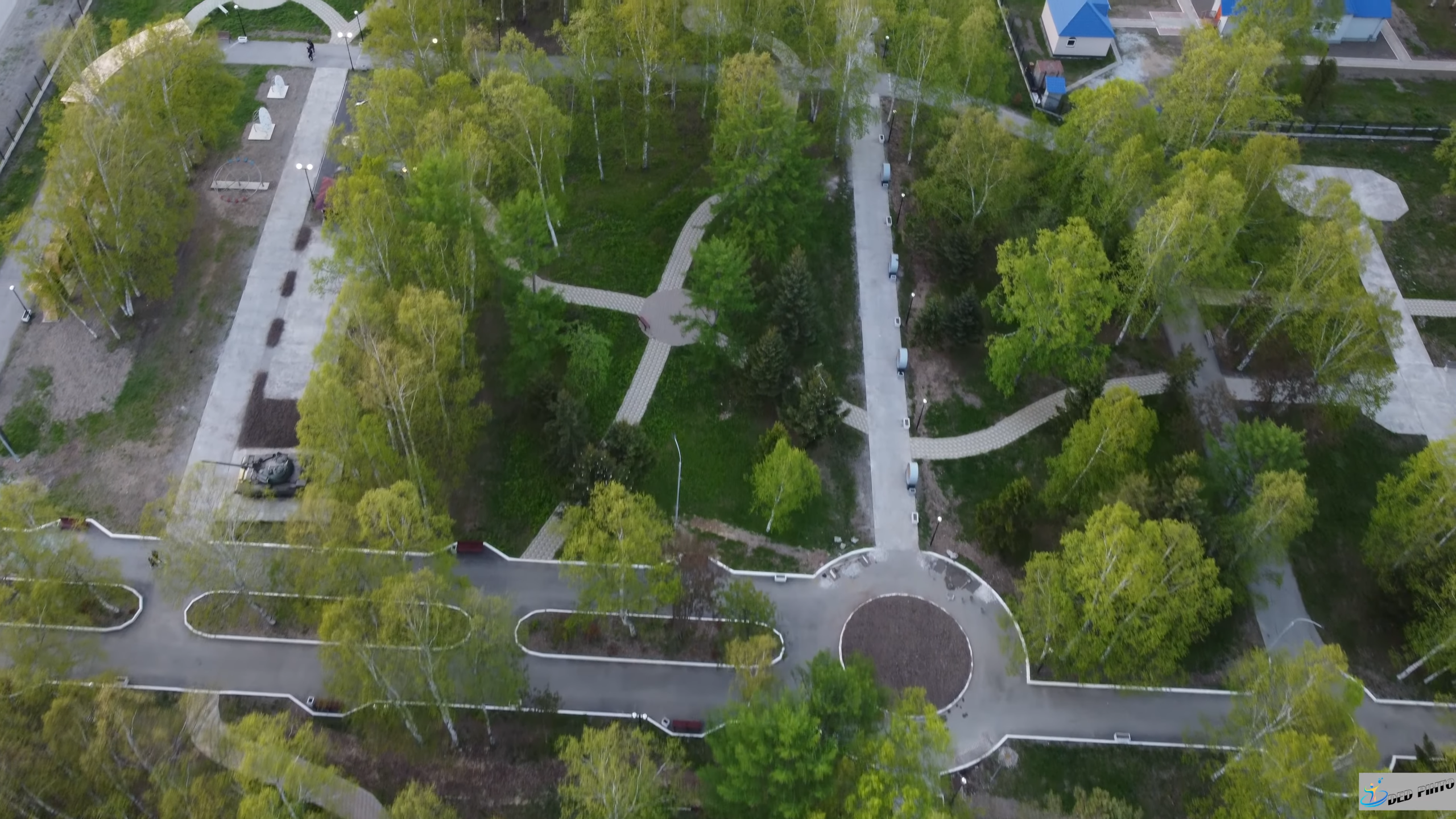
Парк в поселке Смирных (2021 год)
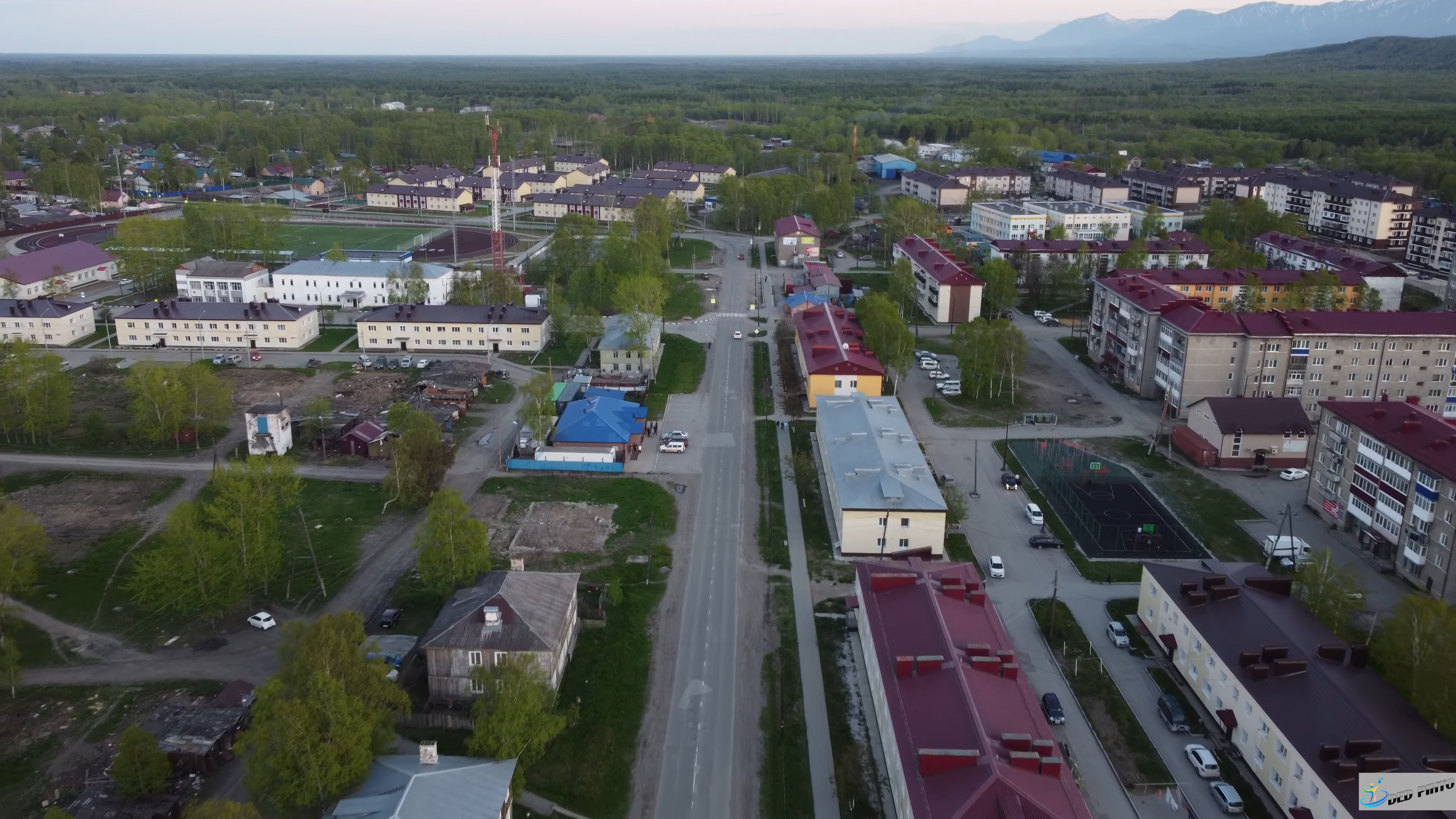
Общий вид поселка (2021 год)
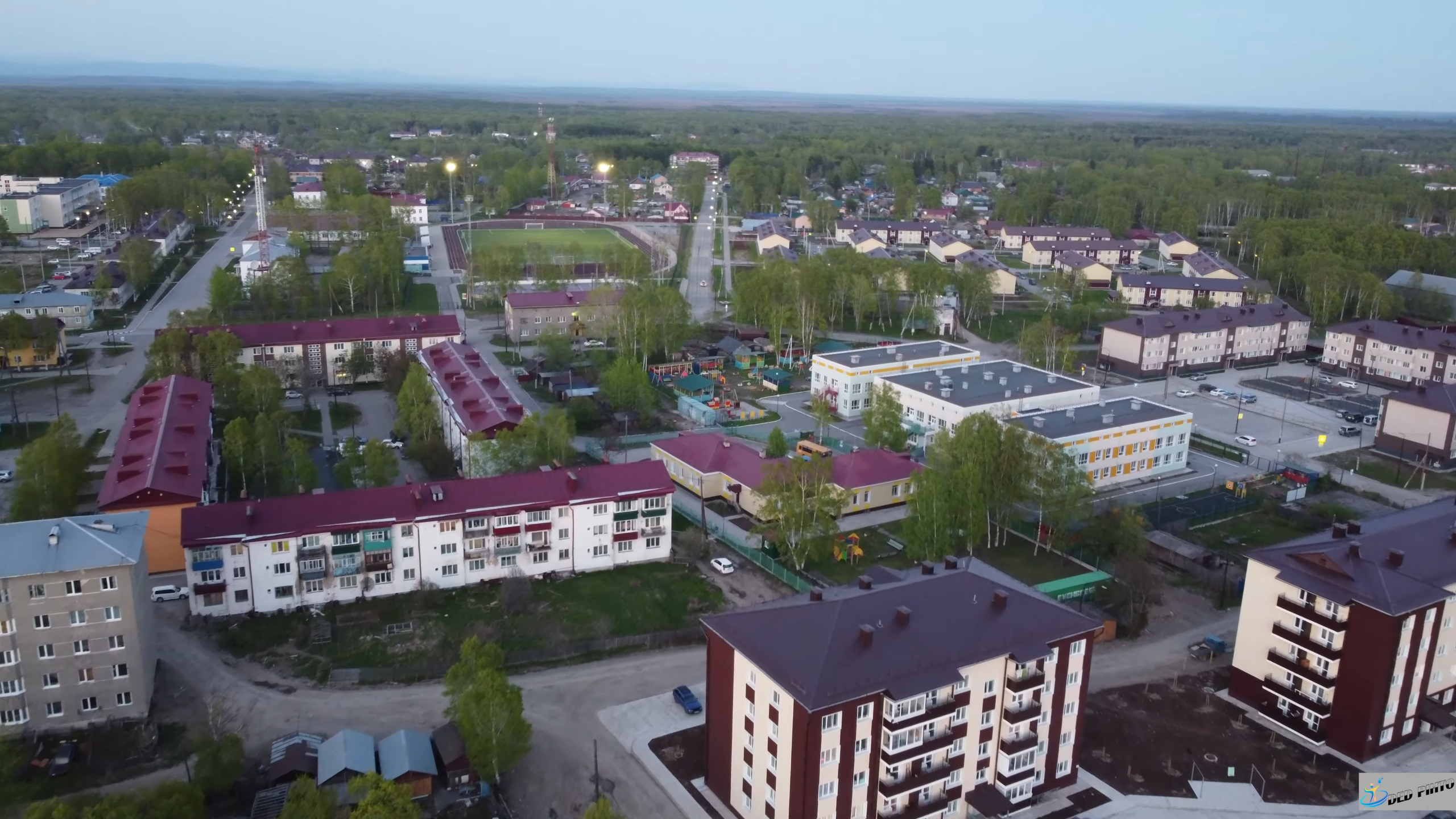
Общий вид поселка (2021 год)